# Oldemburgo (Holsácia)
Oldemburgo na Holsácia (em alemão:  Oldenburg in Holstein) é uma cidade da Alemanha localizada no distrito de Ostholstein, estado de Eslésvico-Holsácia.